# Cheongpyeong-myeon
Cheongpyeong-myeon (koreanska: 청평면) är en socken i kommunen Gapyeong-gun i provinsen Gyeonggi i den norra delen av Sydkorea, 45 km nordost om huvudstaden Seoul.